# 蒲西街道
蒲西街道，是中华人民共和国河南省新乡市长垣市下辖的一个乡镇级行政单位。

## 行政区划
蒲西街道下辖以下地区：
崔庄村、菜北村、王庄村、胡庄村、菜南村、曹屯村、荆岗屯西村、漏粉庄村、荆岗屯东村、西关街委会村、小大张村、玉皇庙村、太子屯村、宋庄村、杨寨村、大张村、侯屯村、云寨村、米屯村、孙小张村、宏大社区、卫华社区、亿隆社区、恒友社区、建蒲社区、蒲光社区和西关社区。